# 行慶寺
行慶寺（ぎょうけいじ）は、東京都品川区戸越2丁目にある寺院。

## 歴史
当寺院の由来は、行永法師という僧が大永年間（1521年 – 1527年）に「成就庵」という庵を建てて、人々を教化していたことに始まる。その教えは近隣にも広がり、多くの人から崇拝を受けていた。その後、江戸幕府が開かれ寛永11年（1634年）に幕府より現在の地に土地を与えられ、元禄元年に現在地に寺を建立した。また1955年には付属の「行慶寺ルンビニ幼稚園」を設立した。

## 本尊
本尊の阿弥陀如来坐像は貞享元年（1684年）の作。本来は阿弥陀三尊であったが、両脇侍は空襲で焼失し、中尊の阿弥陀如来のみが残っている。

## 施設・史跡
- 本堂
- 旧中原街道供養塔群

## アクセス
- 東急大井町線・戸越公園駅より徒歩5分
- 東急池上線・戸越銀座駅より徒歩8分
- 都営浅草線・戸越駅より徒歩7分

## 参考資料
- 行慶寺公式ホームページ
- 平野栄次 著『品川区史跡散歩 (東京史跡ガイド9)』学生社、1993年
- 「戸越村 行慶寺」『新編武蔵風土記稿』 巻ノ53荏原郡ノ15、内務省地理局、1884年6月。NDLJP:763982/66。
- “荏原地区の指定文化財”. 品川区公式ホームページ. 2020年11月28日閲覧。